# Янушпольский район
Янушпо́льський райо́н — административно-территориальная единица Украинской ССР, существовавшая с конца 1930-х до 1957 года в составе Житомирской области. Районный центр — посёлок городского типа Иванополь.

## История и административное устройство
По состоянию на 1 сентября 1946 года состоял из одного поселкового и 21 сельских советов, в состав которых входил 31 населённый пункт — один город, 23 села и семь хуторов. 
Поселковый совет: Иванопольский. 
Сельские советы: Андрияшевский, Беспечненский, Бурковецкий, Буряковский, Галиевский, Жеребковский, Краснопольский, Лемешевский, Лихосельский, Лесово-Слободский, Мало-Волицкий, Мартыновский, Молочковский, Мотрунковский, Носовский, Озадовский, Певнянский, Поле-Слободский, Райгородокский, Стетковецкий и Трощанский.
11 августа 1954 года количество сельских советов было сокращено до 12: ликвидированы Андрияшевский, Беспечненский, Галиевский, Лихосельский, Мартыновский, Мотрунковский, Озадовский, Певнянский и Поле-Слободский сельские советы.
28 ноября 1957 года Указом Президиума Верховного Совета Украинской ССР район был упразднён, его территория в полном составе вошла в состав Чудновского района Житомирской области.